# Трамбо (фильм, 2015)
«Трамбо» (англ. Trumbo) — биографическая драма режиссёра Джея Роуча и сценариста Джона Макнамары. Главные роли в фильме исполнили Брайан Крэнстон, Дайан Лейн, Эль Фэннинг, Луи Си Кей, Хелен Миррен и Джон Гудмен. Лента описывает жизнь голливудского сценариста Далтона Трамбо, в её основе лежит написанная Брюсом Александром Куком биография «Dalton Trumbo».
Премьера «Трамбо» состоялась в программе «специальный показ» на кинофестивале в Торонто в сентябре 2015 года. Выход картины в широкий прокат состоялся 6 ноября 2015 года.

## Сюжет
Сценарист Далтон Трамбо благодаря своему таланту пробился в элиту Голливуда 1940-х годов. Но его активное членство в Коммунистической партии США навлекает на него презрение убеждённых антикоммунистов киноиндустрии — колумнистки Хедды Хоппер и актёра Джона Уэйна.
Десять сценаристов, и в их числе Трамбо, вызвали в Комиссию по расследованию антиамериканской деятельности для дачи показаний по подозрению в прокоммунистической пропаганде в голливудских фильмах. Они отказываются прямо отвечать на вопросы, будучи уверенными, что либеральное большинство судей Верховного суда США оправдают их от обвинений в неуважении к Конгрессу. Приятель Трамбо, актёр Эдвард Робинсон продаёт «портрет Папаши Танги», чтобы найти деньги на адвокатов.
Внезапная смерть судьи-либерала Уайли Ратледжа опрокидывает планы Трамбо на благоприятный исход дела в Верховном суде. В 1950 году Трамбо присудили к 11 месячному заключению в тюрьме Тексаркана. В тюрьме он встречает бывшего председателя Комиссии по расследованию антиамериканской деятельности Джона Парнелла Томаса, который попал туда по обвинению в уклонении от уплаты налогов.
В чёрный список Голливуда попадает всё больше и больше коммунистов и их сторонников. Чтобы сохранить свои карьеры, от Трамбо и его товарищей отступаются Робинсон и продюсер Бадди Росс. Трамбо выпускают из тюрьмы, но он остаётся в чёрном списке. И финансовые дела, и семейная жизнь идут всё хуже и хуже. Он выкручивается, отдав сценарий фильма «Римские каникулы» своему другу Яну Мак-Леллану Хантеру, чтобы получить кредит и часть денег. Фильм получает премию «Оскар» за лучший литературный первоисточник. Продав дом на живописном берегу озера и переехав в город, Трамбо под псевдонимом начинает писать сценарии для низкобюджетных фильмов компании King Brothers Productions. Параллельно он подряжает своих друзей из чёрного списка, чтобы они писали сценарии для фильмов категории B. Он требует, чтобы его жена Клео и его дети-подростки помогали ему. Дома возникает конфликт.
Фильм «Отважный» студии King Brothers Productions, для которого Трамбо под псевдонимом написал сценарий, получает «Оскара». Его друг и коллега по чёрному списку Арлен Хирд умирает, оставшись без средств. Однако попытка союзников Хедды Хоппер запугать руководство King Brothers проваливается полностью.
Со временем в Голливуде возникает всё больше подозрений, что Трамбо продолжает писать сценарии, однако тот предусмотрительно уклоняется от раскрытия авторства. В 1960 году актёр Кирк Дуглас нанимает его, чтобы написать сценарий для «Спартака», а режиссёр Отто Премингер — для «Исхода». Оба открыто указали сценаристом Трамбо, несмотря на тщетные попытки Хедды Хоппер заставить Кирка Дугласа убрать Трамбо.
В 1960 году чёрный список Голливуда потерял силу, когда новый президент США Джон Кеннеди публично одобрил фильм «Спартак». Трамбо и его коллеги могли начать заново строить свои карьеры. Десятилетие спустя, когда Голливуд окончательно признал его заслуги, Трамбо говорит, что чёрный список сделал жертвами всех: и тех, кто не поступился принципами и потерял работу, и тех, кто ради работы пошёл на компромисс.

## В ролях
| Актёр                     | Роль                     |
| ------------------------- | ------------------------ |
| Брайан Крэнстон           | Далтон Трамбо            |
| Дайан Лейн                | Клео Финчер Трамбо       |
| Эль Фэннинг               | Никола Трамбо            |
| Алан Тьюдик               | Ян Мак-Леллан Хантер     |
| Хелен Миррен              | Хедда Хоппер             |
| Джон Гудмен               | Фрэнк Кинг               |
| Адевале Акиннуойе-Агбадже | Вирджил Брукс            |
| Майкл Стулбарг            | Эдвард Г. Робинсон       |
| Дин О’Горман              | Кирк Дуглас              |
| Луи Си Кей                | Арлен Хёрд               |
| Роджер Барт               | Бадди Росс               |
| Дэвид Джеймс Эллиотт      | Джон Уэйн                |
| Питер Маккензи            | Роберт Кенни             |
| Кристиан Беркель          | Отто Премингер           |
| Мэдисон Вульф             | Никола Трамбо в 8—11 лет |

## Производство
18 сентября 2013 года стало известно, что роль Далтона Трамбо исполнит Брайан Крэнстон. 14 апреля 2014 года роль Хедды Хоппер досталась Хелен Миррен. 7 августа 2014 года к актёрскому составу присоединились Дайан Лейн, Эль Фэннинг, Джон Гудмен и Майкл Стулбарг, а 13 августа — Дэвид Джеймс Эллиотт и Питер Маккензи. Они исполнили роли Джона Уэйна и Роберта Кенни соответственно. 6 сентября стало известно об участии в фильме Луи Си Кея, 22 сентября — Дина О’Гормана, 16 октября — Адевале Акиннуойе-Агбадже. Съёмки начались 15 сентября 2014 года, а завершились 6 ноября. Распространением картины занимается компания Bleecker Street.

## Награды и номинации
- 2016 — номинация на премию «Оскар» за лучшую мужскую роль (Брайан Крэнстон).
- 2016 — две номинации на премию «Золотой глобус»: лучшая мужская роль — драма (Брайан Крэнстон), лучшая женская роль второго плана (Хелен Миррен).
- 2016 — номинация на премию BAFTA за лучшую мужскую роль (Брайан Крэнстон).
- 2016 — три номинации на премию «Выбор критиков»: лучшая мужская роль (Брайан Крэнстон), лучшая женская роль второго плана (Хелен Миррен), лучший актёрский состав.
- 2016 — три номинации на премию Гильдии киноактёров США: лучшая мужская роль (Брайан Крэнстон), лучшая женская роль второго плана (Хелен Миррен), лучший актёрский состав.
- 2016 — почётная премия Гильдии сценаристов США (Джон Макнамара), а также номинация за лучший адаптированный сценарий (Джон Макнамара).
- 2016 — номинация на премию «Сатурн» за лучший независимый фильм.
- 2016 — номинация на премию Американского общества специалистов по кастингу за лучший кастинг для драматического фильма (Дэвид Рубин).
- 2016 — номинация на премию Гильдии художников по костюмам за лучшие костюмы в историческом фильме (Дэниел Орланди).
- 2016 — номинация на премию журнала «Кинэма Дзюмпо» за лучший фильм на иностранном языке.
- 2016 — номинация на премию «Молодой актёр» лучшей актрисе в возрастной категории от 14 до 21 года (Эль Фэннинг).